# Antigene HpSA
L'antigene HpSA (sigla di Helicobacter pylori Stool Antigen) è l'antigene fecale (anche chiamato SAT) dell'Helicobacter pylori. Quindi il "Test HpSA" o "test SAT" è un metodo immunologico rapido (immunoenzimatico o immunocromatografico), non invasivo per il paziente, per la ricerca del batterio nelle feci: è utilizzato per la diagnosi dell'infezione da Helicobacter pylori.
Le nuove Linee Guida Ufficiali Europee dell'EHSG - European Helicobacter Study Group - raccomandano l'uso del test dell'antigene fecale (HpSA) sia per la prima diagnosi che per la conferma dell'eradicazione a quattro settimane dalla fine della specifica terapia antibiotica.
Il test può essere effettuato in qualsiasi laboratorio analisi ospedaliero o convenzionato e in alcune farmacie, portando semplicemente un campione di feci. Unica avvertenza è che farmaci quali antibiotici, inibitori di pompa protonica e preparazioni a base di bismuto possono sopprimere temporaneamente la crescita di H.pylori e l'utilizzo di questi farmaci può dare risultati falsamente negativi con i diversi metodi diagnostici (Test dell'Ureasi, test del respiro, ricerca dell'antigene fecale). Si suggerisce quindi di non effettuare il test prima di quattro settimane dal termine di una eventuale terapia con questi farmaci.